# Джованні Пастроне
Джованні Пастроне (італ. Giovanni Pastrone; 13 вересня 1883, Монтек'яро-д'Асті — 27 червня 1959, Турин) — видатний італійський режисер і продюсер, одна з ключових фігур італійського кінематографа періоду його розквіту в десятих роках, проте головним чином він відомий як творець фільму-колоса «Кабірія».

## Біографія
Здібності до музики і мовам Джованні проявляв з дитинства, але за життєвими обставинами був змушений вибрати більш прозаїчну професію — бухгалтера. Саме як бухгалтер у 1907 році він почав працювати в туринській кінокомпанії Карло Россі. Вже через півроку Пастроне — повноправний партнер власника фірми.
Після відходу Россі в компанію «Чінес», Пастроне з компаньйоном на базі туринської студії створюють компанію «Італа-фільм».
Усвідомлюючи популярність комічних фільмів, Пастроне переманює з «Пате» знаменитого французького коміка Андре Діда («Буар»). Персонаж Кретінетті, (італійська реінкарнація «Буар») виявився для фірми справжньою золотою жилою, що дозволила їй втілити більш амбітні проекти.
У 1910 році Пастроне знімає «Падіння Трої», — один з перших постановочних історико-костюмних фільмів-«пеплуми», що приніс хороший дохід від прокату в США, що дозволило відкрити філію компанії в Америці й спонукало Пастроне втілити грандіозний проект — епічну картину "Кабірія " — історико-авантюрний епік з епохи Пунічних воєн.
Зйомки тривали рік, постановка фільму обійшлася в 1.250.000 лір (нечувану на ті часи цифру для кіноіндустрії). При зйомках цього фільму Пастроне використовував ряд розроблених ним (спільно з Сегундо де Шомон) технічних удосконалень знімальної апаратури (рухомий візок тощо), застосував паралельний монтаж, використовував грандіозні об'ємні декорації (Храм Молоха), експериментував зі зйомками в розсіяному і відбитому світлі.
Після «Кабірії» Пастроне ставить ряд фільмів з силачем Бартоломео Пагано (Мацістом) і кіно-дівою Піною Менікеллі, в яких продовжує розробку нових виражальних засобів і технічних прийомів.
До кінця першої світової війни, яка призвела до кризи весь італійський кінематограф, Пастроне втрачає контроль над компанією і йде з кіно.
Помер Джованні Пастроне влітку 1959, ставши свідком розквіту і занепаду неореалізму і на зорі нової золотої ери італійського кінематографа.